# Pierre-Jean Clausse
Pierre-Jean Clausse (Lille, 18 de noviembre de 2002) es un político francés, embajador de la Unión Europea para el Pacto Climático.

## Biografía
Pierre-Jean Clausse fue nombrado embajador de la Unión Europea para el Pacto Climático por la Comisión Europea en mayo de 2022. A los 19 años, fue el más joven en ser designado para este cargo en Francia.
Estudia geopolítica en el King's College de Londres. Luego se vuelve en experto jurídico asociado de su clínica legal en noviembre de 2021, donde participó en particular en la redacción de un amicus curiae para defender el caso del detenido Abd al-Rahim al-Nashiri. Su contribución llevó a un cambio de posición de la administración Biden, luego de consultar con el Departamento de Justicia, con respecto al uso de evidencia obtenida bajo tortura.
También es el fundador de Génération Maastricht, un grupo de expertos europeo centrado en cuestiones de la juventud, y que representa juventud europea en organizaciones internacionales como las Naciones Unidas. Posteriormente fue nombrado miembro de la comisión 'ley del Medio Ambiente' de la Unión Internacional para la Conservación de la Naturaleza por un período de cuatro años. Su labor se ha materializado en particular en la defensa del derecho a un medio ambiente sano ante el gobierno inglés: en particular, presentó varios argumentos escritos a los parlamentarios a favor de un nuevo protocolo de la Convención Europea de Derechos Humanos.